# Danbury Whalers
Die Danbury Whalers waren eine US-amerikanische Eishockeymannschaft aus Danbury, Connecticut. Das Team spielte zwischen 2010 und 2015 in der Federal Hockey League.

## Geschichte
Das Franchise der Danbury Whalers wurde im Frühjahr 2010 als eines der sechs Gründungsmitglieder der Federal Hockey League gegründet. 
Ihre Heimspiele trugen die Danbury Whalers in der 2.212 Zuschauer fassenden Danbury Ice Arena aus.
In der Saison 2012/13 erreichten die Whalers mit dem Gewinn der FHL-Meisterschaft ihren sportlichen Höhepunkt. 
Im April 2015 wurde der Mietvertrag der Whalers durch das Management der Danbury Ice Arena nicht verlängert, so dass sich diese auflösten und später durch die Danbury Titans ersetzt wurden.